# Mesochorus bracatus
Mesochorus bracatus är en stekelart som beskrevs av Schwenke 1999. Mesochorus bracatus ingår i släktet Mesochorus och familjen brokparasitsteklar. Inga underarter finns listade i Catalogue of Life.